# Naoshi Arakawa
Naoshi Arakawa (新川 直司 Arakawa Naoshi?) es un mangaka japonés, conocido por sus trabajos Shigatsu wa Kimi no Uso y Sayonara Watashi no Kurama.

## Primeros años
Naoshi Arakawa creció en el campo de Japón con un hermano mayor. Solían conseguir revistas de manga como Weekly Shōnen Jump y Gekkan Shōnen Magazine a menudo, por lo que estuvo expuesto al manga desde una edad temprana. Aquello, junto con su amor para Puño de la Estrella Del norte y Kinnikuman fue lo que finalmente le hizo decidir devenir un mangaka. Aun así, fue incapaz de contárselo a nadie debido a la naturaleza conservadora de su familia y su personalidad tímida.

## Carrera
Después de conseguir consejo de un amigo en universitario, Naoshi Arakawa decidió entrar en el concurso Gekkan Shōnen Magazine Grand Challenge. El one-shot  entregado sería la base para Shigatsu wa Kimi no Uso. Posteriormente, trabajó como asistente antes de hacer su debut en serie con la adaptación al manga de  Tsumetai Kōsha no Toki wa Tomaru. Se publicó en la Gekkan Shōnen Magazine desde diciembre de 2007 hasta abril de 2009, y se publicó en cuatro volúmenes. Al tiempo, también trabaje en un one-shot de un manga prototipo, el cual finalmente devendría su segundo serial, Sayonara Futtobōru. Se publicó en E-no Magazine del 20 de junio de 2009 al 20 de agosto de 2010, y fue publicado en dos volúmenes.
Después de acabar Sayonara Futtobōru,  quiso probar algo nuevo. Finalmente decidió hacer un anime centrado en la música, sin embargo, su primer intento fue rechazado. Para encontrar inspiración, decidió volver al one-shot original utilizado en el concurso. Finalmente creando Shigatsu wa Kimi no Uso.  Lanzado en la Gekkan Shōnen Magazine desde 6 de abril de 2011 al 6 de febrero de 2015,  y fue publicado en once volúmenes. Ganó el premio para Mejor Manga Shōnen en el 37.º Premio de Manga de Kodansha. También hace un spinoff del manga llamado Shigatsu wa Kimi no Uso:CODE lanzado para el blu-ray de la adaptación del anime en japonés y era más tarde publicado en formato tanqueōbon. También hizo las ilustraciones para la novela ligera spinoff. Alrededor de este tiempo, también hizo una ilustración para el endcard (el dibujo al final del episodio) para el quinto episodio de Occultic;Nine.
Para su próxima serie, decidió hacer una secuela a Sayonara Futtobōru siendo esta Sayonara Watashi no Kurama. Publicado en Gekkan Shōnen Magazine desde 6 de mayo de 2016 al 4 de diciembre de 2020, y está siendo publicado en volúmenes, con catorce publicados a abril de 2021.

## Trabajos

### Manga
- Tsumetai Kōsha no Toki wa Tomaru (冷たい校舎の時は止まる) (2007—2009) (publicado en Gekkan Shōnen Magazine)
- Sayonara Futtobōru (さよならフットボール) (2009—2010) (publicado en Magazine E-no)
- Shigatsu wa Kimi no Uso (四月は君の嘘) (2011—2015) (publicado en Gekkan Shōnen Magazine)
- Shigatsu wa Kimi no Uso:Coda (四月は君の嘘Ｃｏｄａ) (2016) (incluido en el disco blu-ray japonés de la adaptación al anime Shigatsu wa Kimi no Uso)
- Sayonara Watashi no Kurama (さよなら私のクラマー) (2016—2020) (publicado en Gekkan Shōnen Magazine)

### Otros
- Shigatsu wa Kimi no Uso: 6-nin no Études (四月は君の嘘　６人のエチュード) (2014) (ilustraciones)
- Occultic;Nine  (オカルティック・ナイン Okarutikku Nain?) (2016) (endcard de la episodio 5)